# 黑柯
黑柯（学名：Lithocarpus melanochromus）为壳斗科柯属的植物，为中国的特有植物。分布在中国大陆的广西、广东等地，生长于海拔600米至1,200米的地区，多生长于山地常绿阔叶林中，目前尚未由人工引种栽培。